# Tacchini (cràter)
Tacchini és un cràter d'impacte lunar situat al costat del bord nord-oest del Mare Smythii, prop del terminador est. Es troba just al sud del cràter prominent Neper, i va ser designatNeper K abans que la UAI li adjudiqués el seu nom actual. A l'oest-sud-oest de Tacchini apareix la parella de cràters formada per Schubert i Back.

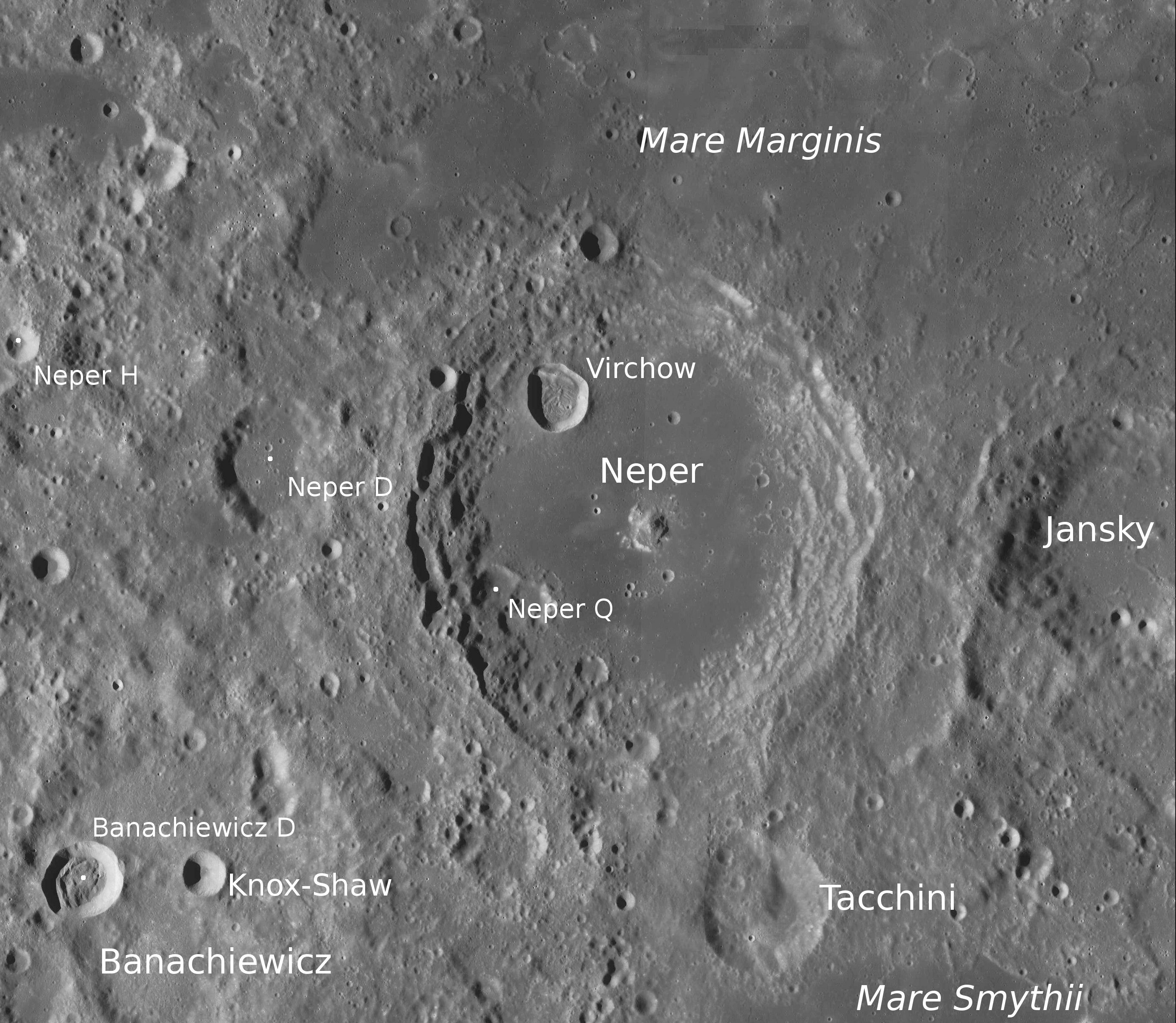
Entorn de Tacchini (al costat de la cantonada inferior dreta de la imatge)

El cràter és aproximadament de forma circular, amb una vora que està millor definida al costat oriental. La meitat nord-oest del sòl està elevada, coincidint amb el costat on els materials ejectats des de Neper, més recent, van envair l'interior de Tacchini. Un parell de petits cràters jeuen sobre la paret interior del sector nord-oest.